# Gypjak
Gypjak ou Kipchak é uma pequena vila localizada a aproximadamente dez quilômetros de Asgabate, a capital do Turcomenistão. O povoado é conhecido por ser o lugar de nascimento do primeiro presidente do  Turcomenistão, Saparmurat Niyazov.
A aldeia é conhecida como a aldeia natal do primeiro Presidente do Turquemenistão, Saparmurat Niyazov. Niyazov, enquanto presidente, construiu a Mesquita Türkmenbaşy Ruhy, conhecida como Mesquita de Gypjak ou de Kipchak, com um mausoléu para sua família, onde Niyazov foi enterrado em 24 de dezembro de 2006. A mesquita fica em frente a uma rodovia do resto da aldeia, é a maior mesquita na Ásia Central e tem capacidade para 10 000 pessoas.